# 未来からのホットライン
『未来からのホットライン』（みらいからのホットライン、英語: Thrice Upon A Time）はJ・P・ホーガンによるSF小説。1980年に刊行された。
星野之宣が漫画化した。

## あらすじ
スコットランドの田舎の古城で暮らす老人はノーベル賞物理学者であった。老学者は古城の地下であるシステムを開発した。それはシステムから60秒の過去のシステムへ6文字までのメッセージを送れるものだった。
孫たちと実験を続けるうちに、届いたメッセージを60秒後に過去に向かって送信しないという実験を行った。しかし、何も起きなかった。手元には60秒未来から送られてきたメッセージは存在している。では、このメッセージは誰から送信されたものなのか?

## 主な登場人物
チャールズ
スコットランドの古城で暮らす老物理学者。ノーベル賞を受賞している。
マードック
チャールズの孫。数理物理学者で、プラズマ技術のコンサルタントアドバイザーも務める。
マックスウェル
チャールズの飼い猫。名前はジェームズ・クラーク・マクスウェルに由来する。
アン
女医。マックスウェルが縁となってマードックと知り合う。

## 用語
タウ波理論
チャールズが提唱する架空の理論。
未来から過去へ向けて送ったパルス波を受信することを可能とする理論であるが、地球は自転しながら太陽の周りを公転し、太陽系そのものも銀河系の回転運動上にあるため、送信した時点での絶対座標と受信する時点での絶対座標には大きな隔たりが生じてくる。そのため、受信が可能となる遡行時間の制限ともなってくる。
バゴファント（英: bugophants
「象（エレファント）ほどの質量を有する虫（バグ）サイズの物体」という意味で作中のマスコミによる造語。

## 漫画版
星野之宣による漫画版が『ビッグコミック』（小学館）2012年23号から2013年8日号まで連載された。全10話。
小説は2009年の舞台設定になっており、漫画執筆時には既に過去となっていたため、2020年の舞台設定に変更されている。

## 書籍情報
小説
- 『未来からのホットライン』 1983年、創元SF文庫、小隅黎翻訳、ISBN 978-4488663063

漫画
- 『未来からのホットライン』 2013年、小学館、星野之宣画、ISBN 978-4091853158

## 影響
2021年公開の日本のアニメ映画『シン・エヴァンゲリオン劇場版𝄇』の英題は『Evangelion: 3.0+1.0 Thrice Upon a Time』であるが、本作のタイトルを引用したものである。

## 関連
- タイムパラドックス